# Lijst van afleveringen van seizoen 1 van Phineas en Ferb
Het eerste seizoen van Phineas en Ferb werd in Nederland op Jetix uitgezonden. Herhalingen worden nog op Disney Channel en Disney XD uitgezonden. De vijf hoofdpersonen in de serie zijn: Phineas Flynn en Ferb Fletcher, hun oudere zus Candace Flynn, hun huisdier en geheime agent Perry het vogelbekdier en zijn vijand Dr. Heinz Doofenshmirtz.
Terugkerende personages zijn Isabella Garcia-Shapiro, de moeder Linda Flynn-Fletcher, Perry's baas; Major Monogram, Jeremy Johnson, Baljeet, Buford Van Stomm en Stacy Hirano.

## Rolverdeling

### Nederlandse stemacteurs
- Victor Peeters - Phineas Flynn
- Quinten Schout - Ferb Fletcher (deels seizoen 1)
- Sander van der Poel - Ferb Fletcher (rest seizoen 1, verder) / Jeremy Johnson (rest seizoen 1, verder)
- Lizemijn Libgott - Candace Flynn/Suzy Johnson
- Nadir Hajjour - Baljeet Patel
- Vivian van Huiden - Isabella Garcia-Shapiro
- Rob van de Meeberg - Majoor Francis Monogram
- Bob van der Houven - Dokter Heinz Doofenshmirtz/ Roger Doofenshmirtz
- Fred Meijer - Vader Lawrence Fletcher
- Carolina Mout - Moeder Linda Flynn (seizoen 1, deels seizoen 2)
- Edna Kalb - Moeder Linda Flynn (rest seizoen 2, verder)
- Donna van Engelen - Stacy Hirano (deels seizoen 1)
- Chantal van de Steeg - Stacy Hirano (rest seizoen 1, verder) / Vanessa Doofenshmirtz
- Marcel Veenendaal - Kees (seizoen 1, deels seizoen 2)
- Finn Poncin - Kees (deels seizoen 2, verder) / Norm
- Tom Cornelissen - Buford van Stomm (deels seizoen 1)
- Daan Loenen - Buford van Stomm (rest seizoen 1, verder)

Overige stemacteurs:
Ewout Eggink, Rogier Komproe, Frans Limburg, Hilde de Mildt, Daan Loenen, Finn Poncin, Franky Rampen, Anneke Beukman, Jan Nonhof, Edward Reekers, Olaf Wijnants, Reinder van der Naalt, Sander de Heer, Paul Disbergen, Paula Majoor en Donna Vrijhof.

## Afleveringen
| Nr.         | Titel | PC           | Oorspronkelijke uitzenddatum | Plannen van Phineas and Ferb Uitvindingen Doofenshmirtz Liedjes |
| Nr.         | Samenvatting | Samenvatting | Samenvatting                 | Plannen van Phineas and Ferb Uitvindingen Doofenshmirtz Liedjes |
| ----------- | --- | ------------ | ---------------------------- | --- |
| 1 (1a)      | "Achtbaan" | 101a         | 17 augustus 2007             | Plannen: Bouwen een achtbaan door de hele stad Doofenshmirtz' uitvinding: Reusachtige magneet |
| 1 (1a)      | Phineas en Ferb bouwen voor alle kinderen in de buurt een achtbaan, tot ongenoegen van Candace. Ondertussen moet Perry het Vogelbekdier Dr. Doofenshmirtz ervan weerhouden de rotatie van de aarde te beïnvloeden met een magneet en een grote rol aluminiumfolie. |              |                              | Plannen: Bouwen een achtbaan door de hele stad Doofenshmirtz' uitvinding: Reusachtige magneet |
| 2 (4a)      | "Een kado voor Candace" | 101b         | 5 februari 2008              | Plannen: Houwen Candaces hoofd uit de Mount Rushmore Doofenshmirtz' uitvinding: Raketboor Liedje: Candace                                                                                               |
| 2 (4a)      | De jongens zijn van plan om voor Candaces verjaardag haar hoofd uit te hakken in Mount Rushmore en Perry probeert te voorkomen dat Doofenshmirtz een ondergrondse tunnel maakt die naar China gaat. Note: Deze aflevering is in Amerika omgewisseld met "Strandfeest en tuinkabouters", dus is "Achtbaan" daarmee gekoppeld. In Nederland is dat niet zo, dus staat het ook zo in deze lijst. |              |                              | Plannen: Houwen Candaces hoofd uit de Mount Rushmore Doofenshmirtz' uitvinding: Raketboor Liedje: Candace                                                                                               |
| 3 (2a)      | "Flopsterren" | 104b         | 1 februari 2008              | Plannen: Maken een nummer één hit Doofenshmirtz' uitvinding: Gigantische robot Liedje: Gitchee Gitchee Bow                                                                                              |
| 3 (2a)      | Phineas en Ferbs lied "Gitchee Gitchee Bow" wordt een nummer één hit en wereldberoemd. Ondertussen transformeert Doofenshmirtz zijn 2e gebouw in een gigantische robot die chaos veroorzaakt in Danville. |              |                              | Plannen: Maken een nummer één hit Doofenshmirtz' uitvinding: Gigantische robot Liedje: Gitchee Gitchee Bow                                                                                              |
| 4 (2b)      | "Racemonster Phineas" | 102a         | 2 februari 2008              | Plannen: Transformeren hun moeders auto in een raceauto Doofenshmirtz' uitvinding: Luchtleegstroomstraal Liedje: Hup Phineas                                                                            |
| 4 (2b)      | De jongens veranderen hun moeders auto in een op afstand bestuurbare auto en doen mee aan de race. Ondertussen gebruikt Doofenshmirtz zijn nieuwe uitvinding, de luchtleegstroomstraal, om alles in Danville leeg te laten lopen. |              |                              | Plannen: Transformeren hun moeders auto in een raceauto Doofenshmirtz' uitvinding: Luchtleegstroomstraal Liedje: Hup Phineas                                                                            |
| 5 (1b)      | "Strandfeest en tuinkabouters" | 102b         | 28 september 2007            | Plannen: Maken een strand in de achtertuin Doofenshmirtz' uitvinding: De grote vernietiger Liedje: Strandtuinfeest                                                                                      |
| 5 (1b)      | Phineas en Ferb maken een strand in de achtertuin en Candace geniet er deze keer van. Ondertussen probeert Doofenshmirtz alle tuinkabouters uit de omgeving te stelen. Note: Deze aflevering is in Amerika omgewisseld met "Een kado voor Candace", dus is "Racemonster Phineas" daarmee gekoppeld. In Nederland is dat niet zo, dus staat het ook zo in deze lijst. |              |                              | Plannen: Maken een strand in de achtertuin Doofenshmirtz' uitvinding: De grote vernietiger Liedje: Strandtuinfeest                                                                                      |
| 6 (3a)      | "Licht, Candace, actie!" | 105b         | 3 februari 2008              | Plannen: Regisseren een film Doofenshmirtz' uitvinding: Leeftijdversneller |
| 6 (3a)      | Candace mag meedoen aan de film De gevoelens van een prinses. Uiteindelijk regisseren Phineas en Ferb de film en veranderen zij de titel in De vloek van het prinsessenmonster. Ondertussen maakt Doofenshmirtz een leeftijdversneller voor het verouderen van kaas, maar daarna probeert hij ook Perry te verouderen. |              |                              | Plannen: Regisseren een film Doofenshmirtz' uitvinding: Leeftijdversneller |
| 7 (3b)      | "Duimworstelen" | 105a         | 4 februari 2008              | Plannen: Maken een boksring Doofenshmirtz' uitvinding: Slaven-maker Liedje: Hij Is Een pestkop |
| 7 (3b)      | Phineas gaat een duimworstelwedstrijd aan met Buford en hij krijgt tips van bokskampioen Evander Holyfield. Doofenshmirtz fabriceert een hypnoseapparaat waarmee mensen gedwongen worden om zijn verjaardag te vieren. |              |                              | Plannen: Maken een boksring Doofenshmirtz' uitvinding: Slaven-maker Liedje: Hij Is Een pestkop |
| 8 (4b)      | "De Broer-bots" | 110b         | 6 februari 2008              | Plannen: Maken robots Doofenshmirtz' uitvinding: Mega magneet Liedje: Phinedroids en Ferbots |
| 8 (4b)      | De jongens klonen zichzelf als Phinedroids en Ferbots (robots), zodat ze meer uitvindingen tegelijk kunnen maken. Doofenshmirtz probeert met behulp van een reusachtige magneet berichten te wissen die hij insprak op de voicemail van zijn vriendin. |              |                              | Plannen: Maken robots Doofenshmirtz' uitvinding: Mega magneet Liedje: Phinedroids en Ferbots |
| 9 (5a)      | "Krankzinnige catwalk" | 112a         | 7 februari 2008              | Plannen Ontwerpen een eigen kledinglijn Doofenshmirtz' uitvinding: Knippen en plakken-inator Liedje: Zwoele zomer                                                                                       |
| 9 (5a)      | Candace probeert een model te worden op een lokale modeshow in hun winkelcentrum en Phineas en Ferb een modecollectie getiteld "Zomer in je bol" maken. Doofenshmirtz ontwerpt een machine om klonen van zichzelf te maken, zodat hij nooit meer in de rij hoeft te wachten. |              |                              | Plannen Ontwerpen een eigen kledinglijn Doofenshmirtz' uitvinding: Knippen en plakken-inator Liedje: Zwoele zomer                                                                                       |
| 10 (5b)     | "Het cowboy-trio" | 103a         | 7 februari 2008              | Plannen: Helpen samen met Isabella om de loslopende koeien terug op de ranch te krijgen Doofensmhirtz' uitvinding: Termieten controle helm Liedje: Wat Een Lol                                          |
| 10 (5b)     | Doofenshmirtz gebruikt termieten om al het hout in de omgeving te vernietigen en om zo zijn nieuwe aluminiumbouwplaten te verkopen. Phineas, Ferb en Isabella proberen om een kudde koeien, die door de termieten loslopen, terug op ranch te krijgen. |              |                              | Plannen: Helpen samen met Isabella om de loslopende koeien terug op de ranch te krijgen Doofensmhirtz' uitvinding: Termieten controle helm Liedje: Wat Een Lol                                          |
| 11 (6a)     | "Zwinter" | 103b         | 9 februari 2008              | Plannen: Maken een winterparadijs Doofenshmirtz' uitvinding: Choco-smelter-6-5000 Liedje: Zwinter |
| 11 (6a)     | De jongens gebruiken een schaafijsmachine om een Winterparadijs te creëren in hun achtertuin, Candace probeert naar Jeremy te gaan (die denkt dat hij haar achterliet voor een Zweeds uitwisselingsstudent) en Doofenshmirtz probeert chocolade te smelten met een machine gemaakt van laserpennen. |              |                              | Plannen: Maken een winterparadijs Doofenshmirtz' uitvinding: Choco-smelter-6-5000 Liedje: Zwinter |
| 12 (6b)     | "Circus Sensatie" | 108a         | 10 februari 2008             | Plannen: Maken een circus in de achtertuin Doofenshmirtz' uitvinding: Stem-inator Liedje: S.U.P.E.R. F.O.U.T                                                                                            |
| 12 (6b)     | De jongens maken een circus voor de buurt nadat hun oorspronkelijke circusplannen werden geannuleerd en Jeremy gaf Candace knolrapen waar ze allergisch voor is. Doofenshmirtz creëert een apparaat waardoor iedereen een piepstem krijgt en zijn stem daardoor hoger lijkt. |              |                              | Plannen: Maken een circus in de achtertuin Doofenshmirtz' uitvinding: Stem-inator Liedje: S.U.P.E.R. F.O.U.T                                                                                            |
| 13 (7a)     | "Mijn eigen mummie" | 104a         | 15 februari 2008             | Plannen: Zoeken een mummie Doofenshmirtz' uitvinding: Houttrekker Liedje: Mijn Eigen Mummie En Ik |
| 13 (7a)     | De jongens bezoeken een Egyptische filmtheater en proberen een eigen mummie te vinden, uiteindelijk vinden ze een mummie die eigenlijk Candace is verpakt in wc-papier. Doofenshmirtz probeert het waterpeil in de stad te verhogen door het vernietigen van een beverdam om zijn eigen strandboulevard te hebben. |              |                              | Plannen: Zoeken een mummie Doofenshmirtz' uitvinding: Houttrekker Liedje: Mijn Eigen Mummie En Ik |
| 14 (7b)     | "Het bew-ijs" | 112b         | 17 februari 2008             | Plannen: Maken een grote ijsmachine Doofenshmirtz' uitvinding: Ruimtelaser-inator Liedje: Ik Krijg Je                                                                                                   |
| 14 (7b)     | De jongens proberen om een reusachtige ijsmachine voor Isabella te maken omdat haar amandelen geknipt zijn. En Doofenshmirtz probeert een gigantische ruimtelaser te bouwen, terwijl zijn dochter, Vanessa, bij hem verblijft voor het weekend. Ondertussen probeert Candace, zoals gebruikelijk, Phineas and Ferb te verlinken, op hetzelfde tijdstip probeert Vanessa haar vader te verlinken bij haar moeder. Ironisch genoeg zitten de moeders van Candace en Vanessa bij elkaar op kookles. |              |                              | Plannen: Maken een grote ijsmachine Doofenshmirtz' uitvinding: Ruimtelaser-inator Liedje: Ik Krijg Je                                                                                                   |
| 15 (8a)     | "Werelds speelgoed" | 108b         | 22 februari 2008             | Plannen: Bedenken wereldveroverend speelgoed Doofenshmirtz' uitvinding: Doofense muur Liedje: Slimme Jimmy                                                                                              |
| 15 (8a)     | Nadat Candace sarcastisch suggereert dat ze een beter speelgoed heeft gezien dan de Ha-die-ha-speelgoed "Slimme Jimmy", ontwerpen Phineas en Ferb een "non-actieve speelgoed" op basis van hun huisdier, Perry het vogelbekdier. Ondertussen steelt Doofenshmirtz alle bakstenen uit de omgeving om zijn eigen Doofense Muur te maken. Om de stad uit te komen moeten de bewoners langs zijn tolhuisjes gaan, zodat hij kan rijk worden. |              |                              | Plannen: Bedenken wereldveroverend speelgoed Doofenshmirtz' uitvinding: Doofense muur Liedje: Slimme Jimmy                                                                                              |
| 16 (8b)     | "Het Bigfootavontuur" | 106a         | 23 februari 2008             | Liedje: Hij Is Bigfoot |
| 16 (8b)     | Candace, Phineas, Ferb en hun klasgenoten gaan naar hun grootouders' huis aan een meer. Phineas en Ferb proberen om haar bang te maken. En Perry belandt uiteindelijk in Doofenshmirtz' date. |              |                              | Liedje: Hij Is Bigfoot |
| 17 (9a)     | "Racebeest" | 113a         | 24 februari 2008             | Plannen: Maken een monstertruck Doofenshmirtz' uitvindingen: Monstertruck verdwijn-inator, (echte) monstertruck opspoor-inator Liedje: Truck rijdend beest                                              |
| 17 (9a)     | De jongens maken (van hun moeders auto) een monstertruck voor Candace om haar te leren autorijden, maar al snel verandert haar praktijk in een massale racewedstrijd. Doofenshmirtz laat investeerders zijn lijn van monstertrucks zien die werkelijk op monsters lijken. |              |                              | Plannen: Maken een monstertruck Doofenshmirtz' uitvindingen: Monstertruck verdwijn-inator, (echte) monstertruck opspoor-inator Liedje: Truck rijdend beest                                              |
| 18 (9b)     | "Reis naar het middelpunt van Candace" | 111b         | 29 februari 2008             | Plannen: Zichzelf krimpen en in Pinky's lichaam gaan Doofenshmirtz' uitvinding: Maak een beslissing-inator Liedje: Spijsverterings Snelweg                                                              |
| 18 (9b)     | De jongens bouwen een krimpende onderzeeër, zodat ze in het lichaam van Isabella's huisdier chihuahua (Pinky) kunnen om haar sjerp eruit te halen die Pinky per ongeluk at, maar ze belanden per ongeluk in de maag van Candace in plaats van die van Pinky terwijl ze een date met Jeremy heeft. Ondertussen probeert Perry Doofenshmirtz te stoppen met zijn plannen om van iedereen die geen keuzen kan maken hun geest te vernietigen met zijn nieuwste uitvinding, te beseffen dat Phineas en Ferb geen keuze konden maken en hen te vernietigen. |              |                              | Plannen: Zichzelf krimpen en in Pinky's lichaam gaan Doofenshmirtz' uitvinding: Maak een beslissing-inator Liedje: Spijsverterings Snelweg                                                              |
| 19 (10)     | "Terug in de tijd" | 107          | 1 maart 2008                 | Plannen: Repareren een tijdmachine Doofenshmirtz' uitvindingen: (echte) vriezenator Liedjes: Mijn Fijne Vijand, Die Goeie Slechte Tijd                                                                  |
| 19 (10)     | Phineas en Ferb besluiten om een tijdmachine te repareren bij een natuurhistorisch museum, ze sturen zichzelf en Candace naar de prehistorie. Ondertussen vervangt Dr Doofenshmirtz Perry het vogelbekdier als zijn aartsvijand met een andere geheim agent Panda, waardoor Perry depressief wordt. |              |                              | Plannen: Repareren een tijdmachine Doofenshmirtz' uitvindingen: (echte) vriezenator Liedjes: Mijn Fijne Vijand, Die Goeie Slechte Tijd                                                                  |
| 20 (11)     | "Joh, we brengen de band weer bij elkaar" | 114          | 8 maart 2008                 | Plannen: Brengen Love Händel weer samen Doofenshmirtz' uitvinding: Grote vuurpijl Liedjes: Geschiedenis van Rock, Fabulous, Ik Heb Geen Ritme, Jij Vond De Weg Naar Mijn Hart, Muziek Maakt Alles Beter |
| 20 (11)     | De jongens zoeken de favoriete band van hun ouders, Love Händel, om een reünieconcert te organiseren in de voortuin omdat hun vader zijn trouwdag was vergeten. Ondertussen heeft Doofenshmirtz plannen voor een verrassingsverjaardagsfeestje voor zijn dochter, Vanessa, en is hij ook van plan om Perry te lanceren op een grote vuurpijl als de grote finale. |              |                              | Plannen: Brengen Love Händel weer samen Doofenshmirtz' uitvinding: Grote vuurpijl Liedjes: Geschiedenis van Rock, Fabulous, Ik Heb Geen Ritme, Jij Vond De Weg Naar Mijn Hart, Muziek Maakt Alles Beter |
| 21 (12a)    | "De boomhutbouwers" | 106b         | 22 maart 2008                | Plannen:Bouwen boomhutten Doofenshmirtz' uitvinding: Poepenator Liedje: Mijn Broer Dat Grote Loeder |
| 21 (12a)    | De jongens bouwen boomhutten voor zichzelf en Candace die transformeren in twee vechtende boomhutten en Doofenshmirtz gebruikt gehersenspoelde duiven om een feest ter ere van zijn broer Roger te verpesten. |              |                              | Plannen:Bouwen boomhutten Doofenshmirtz' uitvinding: Poepenator Liedje: Mijn Broer Dat Grote Loeder |
| 22 (12b)    | "Ode aan Foutbaard" | 113b         | 12 april 2008                | Plannen: Gaan op zoek naar Foutbaards schat Liedje: Ode aan Foutbaard |
| 22 (12b)    | Hun opa vertelt de kinderen een verhaal over een geheimzinnige piraat Foutbaard en Phineas en Ferb gaan op zoek naar de schatten van Foutbaard. Candace spioneert Perry en Dr. Doofenshmirtz na besmet te zijn door een hallucinatie mos. |              |                              | Plannen: Gaan op zoek naar Foutbaards schat Liedje: Ode aan Foutbaard |
| 23 (13a)    | "Gladimotoren" | 117a         | 19 april 2008                | Plannen: Organiseren een strijdwagenrace Doofenshmirtz' uitvinding: Norm Liedje Mijn Karretje |
| 23 (13a)    | De jongens organiseren een strijdwagenrace door de straten van Danville nadat ze leren over het oude Griekenland. Perry vindt zijn nieuwste vijand de mens - niet Doofenshmirtz, maar een van zijn creaties: een gigantische zachtaardige robotzakenman genaamd Norm. |              |                              | Plannen: Organiseren een strijdwagenrace Doofenshmirtz' uitvinding: Norm Liedje Mijn Karretje |
| 24 (13b)    | "We lappen ze erbij" | 117b         | 19 april 2008                | Plannen: Bouwen een reuzenrad en Waterpark in de achtertuin Doofenshmirtz' uitvinding: Gloeiminator 3000-inator Liedje: Zomer                                                                           |
| 24 (13b)    | Candace maakt gebruik van een reality-show om in het geheim het waterpark van hun broers te filmen zodat ze bewijs heeft voor haar moeder en Doofenshmirtz probeert een nieuwe ijstijd te creëren met zijn nieuwe uitvinding. |              |                              | Plannen: Bouwen een reuzenrad en Waterpark in de achtertuin Doofenshmirtz' uitvinding: Gloeiminator 3000-inator Liedje: Zomer                                                                           |
| 25 (14a)    | "Mams verjaardag" | 111a         | 10 mei 2008                  | Plannen: Verzorgen hun moeder een perfecte verjaardag Doofenshmirtz' uitvinding: Krimpbolia Liedje: Ik Hou Van Jou Mam                                                                                  |
| 25 (14a)    | Candace heeft plannen voor een speciaal verjaardagsfeestje voor mam en zelfs een liedje, maar Phineas en Ferb staan haar in de weg van wat ze gepland heeft. Later in de show laten ze Candace het beste deel doen, live zingen voor hun moeder. En Doofenshmirtz creëert een krimpende machine die alles wat hij haat (pelikanen, instrumenten die beginnen met de letter 'B' of een 'D', knipperende pijlen verkeer, enz.) zal krimpen tot de grootte van een atoom. |              |                              | Plannen: Verzorgen hun moeder een perfecte verjaardag Doofenshmirtz' uitvinding: Krimpbolia Liedje: Ik Hou Van Jou Mam                                                                                  |
| 26 (14b)    | "De zweep erover" | 118a         | 24 mei 2008                  | Plannen: Bouwen een rollerskatebaan Doofenshmirtz' uitvinding: Brood-inator Liedje: Die Snelle Baan |
| 26 (14b)    | De jongens bouwen van een rollerskatebaan voor hun oma, die eens op een kampioenschap rollerskaten was, ze kan nu skaten tegen haar eenmalige rivaal, Jeremy's oma. Doofenshmirtz ergerde zich aan het beeld van een bebaarde Diederick van Dillenburg, omdat hij zijn eigen gezichtshaar niet kan laten groeien en probeer het te vernietigen door het in brood te veranderen en het door vogels op te laten eten. |              |                              | Plannen: Bouwen een rollerskatebaan Doofenshmirtz' uitvinding: Brood-inator Liedje: Die Snelle Baan |
| 27 (15a)    | "De beste luie dag ooit" | 118b         | 24 mei 2008                  | Plannen: Niets doen Doofenshmirtz' uitvinding: Slowmotion-inator, lelijk-inator Liedje: Doe Niks Meer Dag                                                                                               |
| 27 (15a)    | De jongens besluiten om de hele dag helemaal niets doen, maar Candace gelooft hen niet en bouwt zelf iets en zegt dat zij het hebben gemaakt. Ondertussen ergert Doofenshmirtz zich aan iedereen die mooier is dan hij. Hij gebruikt de "Lelijk-inator" om iedereen lelijk te maken zo dat hij de knapste persoon in het gebied is. |              |                              | Plannen: Niets doen Doofenshmirtz' uitvinding: Slowmotion-inator, lelijk-inator Liedje: Doe Niks Meer Dag                                                                                               |
| 28 (15b)    | "Een prehistorisch vriendje" | 119a         | 7 juni 2008                  | Plannen: Halen een holbewoner uit de Danville gletsjer Doofenshmirtz' uitvinding: Sandwich kostuum verwijder-inator Liedje: Sandwich Stad Titelsong                                                     |
| 28 (15b)    | Phineas en Ferb halen een holbewoner uit een gletsjer, maar de holbewoner loopt weg en gaat naar het feest waar Candace is, die denkt dat de holbewoner Jeremy is. Ondertussen probeert Dr. Doofenshmirtz met zijn nieuwe inator alle mensen die verkleed zijn als broodjes te vernietigen. |              |                              | Plannen: Halen een holbewoner uit de Danville gletsjer Doofenshmirtz' uitvinding: Sandwich kostuum verwijder-inator Liedje: Sandwich Stad Titelsong                                                     |
| 29 (16a)    | "Reis naar de bodem van Buford" | 119b         | 7 juni 2008                  | Plannen: Zoeken de goudvis van Buford Doofenshmirtz' uitvinding: Media verwijder-inator Liedje: Vis op het Droge                                                                                        |
| 29 (16a)    | Als Bufords goudvis Biff vermist wordt gaan de jongens hem helpen zijn goudvis terug te vinden. Ondertussen probeert Dr. Doofenshmirtz opnieuw zijn slechte reputatie terug te krijgen na het per ongeluk helpen van een katje dat uit een boom viel. |              |                              | Plannen: Zoeken de goudvis van Buford Doofenshmirtz' uitvinding: Media verwijder-inator Liedje: Vis op het Droge                                                                                        |
| 30 (16b)    | "Heer-lijk Engeland" | 110a         | 14 juni 2008                 | Plannen: Houden een middeleeuws toernooi Liedje: De Zwarte Heer van Worcestershire |
| 30 (16b)    | Phineas, Ferb en Candace bezoeken hun grootouders in Engeland en de jongens organiseren een middeleeuws toernooi, waar Candace eindigt in een steekspel. Ondertussen gaat Perry undercover als een kwade wetenschapper en gaat naar een kwaadconventie om Doofenshmirtz op te sporen. |              |                              | Plannen: Houden een middeleeuws toernooi Liedje: De Zwarte Heer van Worcestershire |
| 31 (17a)    | "Camera actie" | 121a         | 12 juli 2008                 | Plannen: Achtervolgen een mega robotman (Norm) Liedje: En de Dieren Doen |
| 31 (17a)    | Candace haalt de cd-disk uit een verkeerscamera waar het bewijs op staat van haar broers uitvindingen. Maar Perry, met behulp van Dr Doofenshmirtz' robot Norm, steelt het voor zichzelf zodat het vernietigd kan worden, want het bevat ook het bewijs dat hij een geheim agent is. |              |                              | Plannen: Achtervolgen een mega robotman (Norm) Liedje: En de Dieren Doen |
| 32 (17b)    | "Bowling drama" | 121b         | 12 juli 2008                 | Plannen: Maken een grote bowling bal Doofenshmirtz' uitvinding: Giga robot pinguïn ijzere vries van je sokken ane-inator dinges Liedje Flip-flipper Maar Door                                           |
| 32 (17b)    | De jongens maken 's werelds grootste bowlingbal om zo het wereldrecord te verbreken en in het "Meest zinloze wereldrecord boek" te komen. Maar nadat Candace per ongeluk de interne gyroscoop uitschakelt verliest ze de controle en rolt ze rond door het centrum van Danville. Ondertussen probeert Doofenshmirtz met het gebruik van gigantische pinguïns om Danville bevriezen, zodat hij warme chocolademelk kan verkopen voor een miljoen dollar per kop. |              |                              | Plannen: Maken een grote bowling bal Doofenshmirtz' uitvinding: Giga robot pinguïn ijzere vries van je sokken ane-inator dinges Liedje Flip-flipper Maar Door                                           |
| 33 (18a)    | "Sportief?" | 125a         | 2 augustus 2008              | Plannen: Organiseren de F-Games en daarbij een stadion Doofenshmirtz' uitvinding: Misdraag-inator Liedje: F-Games                                                                                       |
| 33 (18a)    | Phineas en Ferb maken een sportwedstrijd voor een wedstrijd jongens tegen meisjes om te zien wie er beter is in sporten. En Doofenshmirtz probeert een hondenshow te winnen. |              |                              | Plannen: Organiseren de F-Games en daarbij een stadion Doofenshmirtz' uitvinding: Misdraag-inator Liedje: F-Games                                                                                       |
| 34 (18b)    | "Kermillians Komeet" | 125b         | 2 augustus 2008              | Plannen: Graveren hun gezichten in Kermillians Komeet Doofenshmirtz' uitvindingen: Biefstuklenzen, Steek Container Unit( S.C.U.), Reuze hitte straal Liedje: E.I.M.B.(Eekhoorns in mijn Broek)          |
| 34 (18b)    | Phineas en Ferb bouwen van een observatorium en zijn van plan om hun gezichten te graveren op de komeet en Candace is fysiek gekweld door Jeremy's zusje Suzy tijdens een uitstapje met hem. Ondertussen koopt Doofenshmirt alle biefstukken uit de stad, zodat hij massamarkt biefstukglazen kan maken. |              |                              | Plannen: Graveren hun gezichten in Kermillians Komeet Doofenshmirtz' uitvindingen: Biefstuklenzen, Steek Container Unit( S.C.U.), Reuze hitte straal Liedje: E.I.M.B.(Eekhoorns in mijn Broek)          |
| 35 (19a)    | "Sla een slag in de lucht" | 120a         | 10 augustus 2008             | Plannen: Maken een gigantische Midgetgolfbaan Doofenshmirtz' uitvinding: Atomische bladblazer-inator Liedje: Disco Minigolf Koningin                                                                    |
| 35 (19a)    | Toen de enige midgetgolfbaan in de stad gesloten werd, bouwen Phineas en Ferb een gigantische minigolfbaan. Candace is ziek dus probeert Stacy de jongens te betrappen. Ondertussen verhuist Doofenshmirtz naar een huis in dezelfde straat als het Flynn-Fletcher huis. |              |                              | Plannen: Maken een gigantische Midgetgolfbaan Doofenshmirtz' uitvinding: Atomische bladblazer-inator Liedje: Disco Minigolf Koningin                                                                    |
| 36 (19b)    | "Lijk ik dik in dit vogelbekdier?" | 120b         | 10 augustus 2008             | Plannen: Maken een teleporteur Liedje: Slubber de Clown song |
| 36 (19b)    | Na het bekijken van een oude sciencefictionfilm besluiten Phineas en Ferb om een moleculaire transporter te bouwen. Candace en Perry komen samen per ongeluk in de transporteur terecht waardoor hun geest in het ander lichaam gaat. Candace is echter gedwongen om er het grootste deel van de dag als Perry bij te lopen. En Perry gaat in Candaces lichaam naar Doofenshmirtz om te voorkomen dat hij de jingles van de beelden van de Slappe Burger gaat vervangen door zijn eigen slechte jingles. |              |                              | Plannen: Maken een teleporteur Liedje: Slubber de Clown song |
| 37 (20a)    | "Doe mee met de Betty's" | 115a         | 12 september 2008            | Plannen: Worden geheim agenten Doofenshmirtz' uitvinding: Verwoest-inator Liedjes: Doe Mee Met De Bettys                                                                                                |
| 37 (20a)    | Candace en haar vriendin Stacy mogen mee met de tourbus van de Bettys, maar later realiseren ze dat ze alleen worden gebruikt als slaven. Ondertussen ontdekken de jongens per ongeluk Perry's geheime hol en gaan op een missie die eigenlijk voor Perry bedoeld is. |              |                              | Plannen: Worden geheim agenten Doofenshmirtz' uitvinding: Verwoest-inator Liedjes: Doe Mee Met De Bettys                                                                                                |
| 38 (20b)    | "De vliegende visboer" | 115b         | 12 september 2008            | Plannen: Springen samen met hun opa en z'n motorfiets over Davids duivelse kloof Doofenshmirtz' uitvinding: Leuk hé? Zand in je ogen-inator/Ik lach het laatst-inator Liedje: De Vliegende Visboer      |
| 38 (20b)    | De jongens proberen Ferbs grootvaders langlevende droom - over een ravijn springen in zijn motor, de Hemelse Haring - waar te maken en Doofenshmirtz probeert zand te schoppen over het huis van zijn pestkop. |              |                              | Plannen: Springen samen met hun opa en z'n motorfiets over Davids duivelse kloof Doofenshmirtz' uitvinding: Leuk hé? Zand in je ogen-inator/Ik lach het laatst-inator Liedje: De Vliegende Visboer      |
| 39 (21)     | "Eén keer schrikken moet genoeg zijn" | 109          | 3 oktober 2008               | Plannen: Bouwen een spookhuis om Isabella's hik te laten verdwijnen Doofenshmirtz' uitvinding: Disentevernietiger Liedjes: Perry het Vogelbekdier, Candace, Eén Keer Schrikken                          |
| 39 (21)     | Isabella heeft de hik en Phineas en Ferb maken een spookhuis om de hik te laten verdwijnen. Candace gaat naar het huis van Jeremy, maar wordt tegengehouden door zijn zusje Suzy. Doofenshmirtz duikt nu onder in het lab van zijn oude leraar, maar nu hij in de gevangenis zit heeft hij Doofenshmirtz gevraagd of hij zijn geheime lab kan vernietigen. |              |                              | Plannen: Bouwen een spookhuis om Isabella's hik te laten verdwijnen Doofenshmirtz' uitvinding: Disentevernietiger Liedjes: Perry het Vogelbekdier, Candace, Eén Keer Schrikken                          |
| 40 (22a)    | "Het Monster van Phineas-n-Ferbenstein" | 122a         | 17 oktober 2008              | Plannen: Maken reuzenvogelbekdier Doofenshmirtz' uitvinding: Bekokstoof-inator Liedje: Hij is Slechterder                                                                                               |
| 40 (22a)    | De jongens leren over een van Ferbs Victoriaanse voorouders. Dr. Ferbgor en Phineastein creëerde ooit een reuzenvogelbekdiermonster voor een monsterwedstrijd. Ondertussen, terwijl Doofenshmirtz en Perry opgesloten zitten in zijn lab, vertelt Doofenshmirtz een los verbonden verhaal over zijn voorvader Dr. Jekyll Doofenshmirtz en zijn mislukte pogingen om een drankje te maken zodat hij in een monster kon veranderen. |              |                              | Plannen: Maken reuzenvogelbekdier Doofenshmirtz' uitvinding: Bekokstoof-inator Liedje: Hij is Slechterder                                                                                               |
| 41 (22b)    | "Olie op zand" | 122b         | 17 oktober 2008              | Plannen: Maken Django's tekening in het groot na Liedje: Ik Imponeer Mijn Professor |
| 41 (22b)    | Phineas en Ferb helpen hun vriend Django om zijn tekening in het groot na te maken en Doofenshmirtz probeert indruk te maken op zijn oude slechtheidsprofessor. |              |                              | Plannen: Maken Django's tekening in het groot na Liedje: Ik Imponeer Mijn Professor |
| 42 (23a)    | "De Tekenfilm" | 126a         | 7 november 2008              | Plannen: Maken hun eigen tekenfilm Doofenshmirtz' uitvinding: Dansinator Liedje: Kleinkoppie Aad Show Titelsong                                                                                         |
| 42 (23a)    | Phineas en Ferb maken een superheldserie met overdreven tekenfilmversies van zichzelf en hun vrienden en Dr. Doofenshmirtz creëert een straal die iedereen laat dansen. |              |                              | Plannen: Maken hun eigen tekenfilm Doofenshmirtz' uitvinding: Dansinator Liedje: Kleinkoppie Aad Show Titelsong                                                                                         |
| 43 (23b)    | "Leve Doofania!" | 126b         | 7 november 2008              | Plannen: Bouwen een regenboogmachine Doofenshmirtz' uitvinding: Doofania Liedje: Leve Doofania! |
| 43 (23b)    | Dr Doofenshmirtz bouwt zijn eigen land op een gigantische binnenband en Vanessa probeert hem te betrappen bij haar moeder. Ondertussen maken Phineas en Ferb een regenboogmachine voor Isabella. Candace en Vanessa's kleren zijn per ongelijk verwisseld bij de stomerij en ze lopen de hele dag in de kleding van de ander. |              |                              | Plannen: Bouwen een regenboogmachine Doofenshmirtz' uitvinding: Doofania Liedje: Leve Doofania! |
| 44 (24)     | "Ben even naar de ruimte (deel 1&2)" | 124          | 17 oktober 2008              | Plannen: Maken hun eigen raket Doofenshmirtz' uitvinding: Ruimtestation Liedjes: We Gaan Er Met Een Ruimteschip Vandoor, Superster Milkshake Bar                                                        |
| 44 (24)     | Lawrence koopt online een ster voor zowel Phineas, Ferb en Candace, waardoor de jongens een plan krijgen om een raket te bouwen om hem te bezoeken. Ondertussen maakt Dr Doofenshmirtz gebruik van een ruimtestationrobot om handschaduwen op de maan te maken en om zo een vroegere klasgenote terug te krijgen. |              |                              | Plannen: Maken hun eigen raket Doofenshmirtz' uitvinding: Ruimtestation Liedjes: We Gaan Er Met Een Ruimteschip Vandoor, Superster Milkshake Bar                                                        |
| 45 (25/1)   | "Eindelijk" / "Phineas en Ferb zijn er bij" | 116          | 13 maart 2009                | Plannen: Hebben "De vliegende auto van de toekomst vandaag" gemaakt Doofenshmirtz' uitvinding: Grote spinrobot Liedjes: Je Kan Doen Wat je Wilt, Kleine Broertjes, Funky ritmes in de wc, Ketens Om     |
| 45 (25/1)   | Candace heeft eindelijk Phineas en Ferb betrapt, waardoor ze gestuurd worden naar een militaristische hervormigsschool. Candace ziet op tv wat ze doen met de kinderen op die school en gaat samen met Jeremy naar die school om Phineas en Ferb daar weg te halen. Maar uiteindelijk blijkt dit allemaal een droom te zijn van Candace. Nadat ze wakker is geworden, vertelt ze alles aan de rest van het gezin, ook dat Perry in haar droom een geheim agent was. Dan zegt Ferb "Misschien verdwijnt hij daarom elke dag?". Daarop volgend komen agenten van de O.Z.E.C.A. iedereen weghalen en zegt Majoor Monogram tegen Perry "Je bent ontdekt, we moeten je overplaatsen". Dit blijkt dan weer een droom te zijn van Perry. De hele aflevering speelt zich dus af in Perry's droom. Note: De Engelse versie heeft 2 titels. In Nederland komt er een voor in de aflevering (de eerste), en één in de afleveringbeschrijving van Disney XD (de tweede). Soms worden de beide titels samen gebruikt. |              |                              | Plannen: Hebben "De vliegende auto van de toekomst vandaag" gemaakt Doofenshmirtz' uitvinding: Grote spinrobot Liedjes: Je Kan Doen Wat je Wilt, Kleine Broertjes, Funky ritmes in de wc, Ketens Om     |
| 46 (26a/2a) | "Voorwaarts Mars!" | 123a         | 20 maart 2009                | Plannen: Helpen Baljeet een poort naar Mars te maken Doofenshmirtz' uitvinding: Gigantische bakpoeder vulkaan Liedje: Vernietigde Dromen                                                                |
| 46 (26a/2a) | Baljeet doet mee met de wetenschapsbeurs en hij heeft een poort naar mars bedacht, alleen moet hij hem nog maken en Phineas en Ferb helpen hem zodat hij een hoog cijfer krijgt. Ondertussen probeert Dr Doofenshmirtz de eerste prijs te winnen op de beurs met een bakpoedervulkaan en Candace concurreert met een meisje Wendy om een baan bij de Slappe Burger. |              |                              | Plannen: Helpen Baljeet een poort naar Mars te maken Doofenshmirtz' uitvinding: Gigantische bakpoeder vulkaan Liedje: Vernietigde Dromen                                                                |
| 47 (26b/2b) | "Voorwaarts Mars Opnieuw" | 123b         | 20 maart 2009                | Plannen: Candace helpen die op Mars is gestrand Doofenshmirtz' uitvinding: Inator Liedje: Koningin van Mars                                                                                             |
| 47 (26b/2b) | De poort naar Mars gaat kapot omdat Candace erdoorheen ging en nu proberen Phineas en Ferb haar te redden. Ondertussen helpt Perry Dr. Doofenshmirtz in de winkel voor de voorbereiding van zijn bakpoedervulkaan, waarmee hij denk de wetenschapsbeurs te winnen. |              |                              | Plannen: Candace helpen die op Mars is gestrand Doofenshmirtz' uitvinding: Inator Liedje: Koningin van Mars                                                                                             |